# Dom przy placu Batorego 1 w Czerwińsku nad Wisłą
Dom przy placu Batorego 1 – zabytkowy, drewniany, parterowy dom mieszkalny, zlokalizowany w Czerwińsku nad Wisłą przy placu Batorego 1.
Obiekt należy do najstarszych zachowanych budynków na terenie Czerwińska. Pochodzi z około połowy XIX wieku i jest charakterystycznym przykładem małomiasteczkowego budownictwa drobnomieszczańskiego na Mazowszu. 
Dom jest konstrukcji wieńcowej (sumikowo-łątkowej), usytuowany kalenicowo, a zbudowano go z bali sosnowych, które wiązane są w jaskółczy ogon z niewielkimi ostatkami. Dach dwuspadowy, stosunkowo wysoki, z naczółkiem tylko z jednej strony (prawej patrząc od placu), kryty blachą i papą.